# 컴퓨터 통합 생산

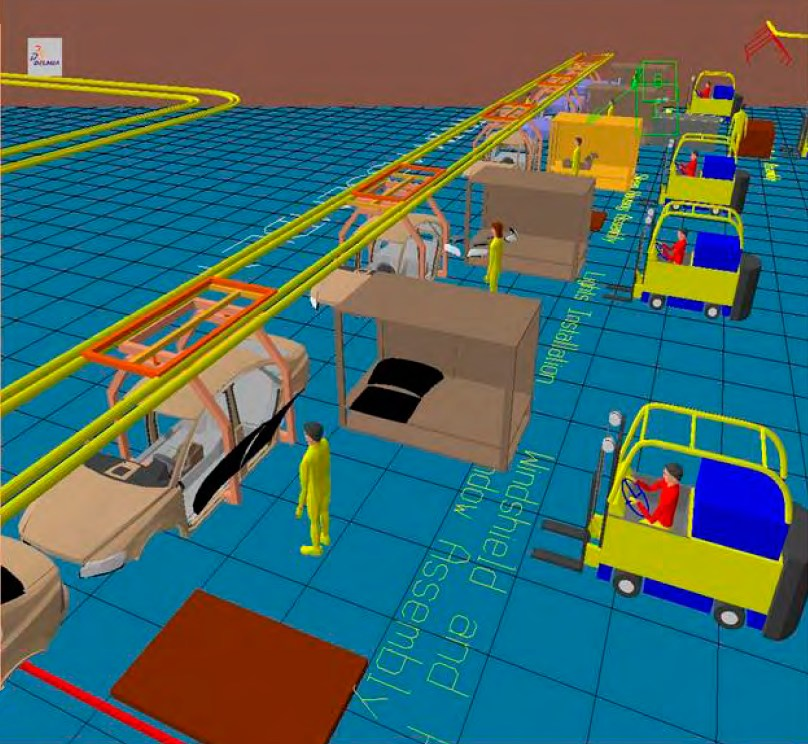
제조 시스템 통합 프로그램, NIST 2008

컴퓨터 통합 생산(CIM, computer-integrated manufacturing)은 전체 생산 공정에 컴퓨터를 활용하는 것이다. 이러한 통합은 공정 간의 정보 교환과 상호작용을 가능하게 한다. 컴퓨터 통합으로 인해 생산은 더욱 빨라지고 오류는 적게 발생하며, 자동화된 생산 공정을 구축할 능력을 가지게 되었다. 일반적으로 CIM은 실시간 센서 신호 입력에 기반한 폐회로 제어 공정이고 유연한 설계와 생산으로도 알려져 있다. 유연한 제조 시스템은 산업용 로봇, CNC 기계, 컴퓨터 및 센서 모니터링 시스템과 같은 모든 공장 장치가 FMS 통신 네트워크를 통해 효율적이고 자동화된 통합 관리로 통신 할 수 있도록 하는 CIM의 일부다.

## 같이 보기
- 전사적 자원 관리
- 제품 수명 주기 관리

## 참고 자료
1. ↑  산업용 FMS 통신 프로토콜 : 분석 분석. Hary Gunarto (하리 구나루토) & Paul Chiang, 30-th Midwest Symposium on Circuits and Systems, Syracuse, New York, US, August 1987, pp. 120 - 123.